# Sean Penn
Sean Justin Penn, ameriški filmski igralec, filmski ustvarjalec in politični aktivist, * 17. avgust 1960.
Med vsemi nagradami, ki jih je osvojil, so najpomembnejše:
- oskar in zlati globus za najboljšo glavno moško vlogo v filmu Skrivnostna reka (2003) ter
- oskar in nagrada Ameriškega igralskega ceha (Screen Actors Guild Awards) za najboljšo glavno moško vlogo v filmu Milk (2008).

## Najpomembnejši filmi
- Milk (2008)
- Vsi kraljevi možje (2006)
- Prevajalka (2005)
- 21 gramov (2003)
- Skrivnostna reka (2003)
- Moje ime je Sam (2001)
- Vzpon in padec (1999)
- Biti John Malkovich (1999)
- Tanka rdeča črta (1998)
- Zadnji sprehod (1995)
- Žrtve vojne (1989)